# Эфтим I
Папа Эфтим I (тур. Papa Eftim I, греч. Παπα-Ευθύμ Α΄, в миру Зеки Эренерол, тур. Zeki Erenerol, при рождении Павлос Карахисаридис, греч. Παύλος Καραχισαρίδης, тур. Pavlos Karahisaridis; 1884, Акдагмадени, Османская империя — 14 марта 1968, Стамбул) — 1-й предстоятель неканонической Турецкой православной церкви. В период образования церкви Эфтиму I удалось собрать небольшое число последователей, но позднее число её членов понизилось до минимума.

## Биография
Родился в 1884 году в Мадене (ныне Акдагмадени), санджак Бозок. Работал на заводе.
Он был рукоположен в священника в 1915 году с наречением имени Евфимий (по-турецки Эфтим, греч. Ευθύμιος, тур. Eftim).
В доме своего соседа Черкеша Этхема он встретил Мустафу Кемаля и стал сторонником его идей. 23 апреля 1920 года он принял участие в открытии турецкого парламента как представитель Турецкой православной общины всей Анатолии (тур. Umum Anadolu Türk Ortodoksları Cemaatleri).
В 1922 году в Кайсери им была основана Генеральная Конгрегация Анатолийских Турок (Umum Anadolu Türk Ortodoksları Cemaatleri), объединение, находившееся в оппозиции к патриарху Мелетию (Метаксакису). В ходе встречи в монастыре в Кайсери, было принято решение о создании турецкой христианской церкви, независимой от Константинопольского патриарха.
В 1923 году он переехал в Стамбул. 1 июня того же года его сторонники с молчаливой поддержки властей напали на патриарха Мелетия IV.
2 октября 1923 года Эфтим осадил Священный Синод Константинопольского патриархата и назначил свой собственный синод. Вторгшись в здание патриархии, он провозгласил себя «генеральным представителем всех православных общин» (Bütün Ortodoks Ceemaatleri Vekil Umumisi).
6 декабря 1923 года по отречении патриарха Мелетия был избран патриарх Григорий VII. Папа Эфтим со своими сторонниками ещё раз осадил патриархию, но на этот раз они были изгнаны турецкой полицией.
В 1924 году Эфтим начал служить литургию по-турецки и быстро получил поддержку со стороны новой Турецкой Республики, оформившейся после падения Османской империи. Эфтим заявлял, что Константинопольский патриархат этноцентричен и покровительствует греческому населению. Был отлучён от Церкви, в частности за то, что отстаивал идею женатого епископата.
В том же году созвал турецкий церковный съезд, который избрал его патриархом. Изменил своё греческое имя на турецкое и стал именоваться Зеки Эренерол.
6 июня 1924 года на конференции в церкви Пресвятой Богородицы (Мерием Ана) в Галате было принято решение о переводе резиденции Турецкой православной патриархии из Кайсери в Стамбул. На этой же сессии также было принято решение, что Церковь Пресвятой Богородицы станет центром нового патриархата Турецкой православной церкви.
Эфтим и члены его семьи были исключены из программы обмена населением в соответствии с решением турецкого правительства, однако вопреки его надеждам, подобное исключение не коснулось ни прихожан его юрисдикции, ни тюркоязычных караманлидов. Большинство тюркоязычного православного населения оставались в греческом Константинопольском патриархате. Таким образом, новосозданная структура не получила широкого распространения, и кроме небольшого количества православных турок и минимума греков, к ней никто не присоединился.
После смерти Мустафы Кемаля папа Эфтим потерял значительную часть своего авторитета в глазах турецкого государства.
В 1953 году он организовал марш протеста против греческого патриарха Афинагора и в дальнейшем продолжал выступать с заявлениями против Константинопольского патриархата.
14 марта 1962 года ушёл в отставку по состоянию здоровью. Его старший сын Тургут Эренерол (ранее Йоргос Карахисаридис) стал Папой Эфтимом II и занимал этот пост до своей смерти в 1991 году.
Эфтим I скончался 14 марта 1968 года в Стамбуле. Ему было отказано в погребении на греческом православном кладбище Шишли из-за его отлучения, и турецкому правительству пришлось вмешаться, чтобы обеспечить его похороны.